# 安德烈·沃洛基廷
安德烈·沃洛基廷（烏克蘭語：Андрій Волокітін，1986年6月18日—），乌克兰国际象棋棋手、特级大师。
2001年，15岁的沃洛基廷获得国际象棋特级大师称号。他是2004年、 2015年两度乌克兰国际象棋全国冠军。此外，他还曾四度代表乌克兰队参加国际象棋奥林匹克，并帮助乌克兰获得了一金（2004年）一铜（2012年）两枚团体奖牌。